# Линдоярви
Линдоярви — озеро на территории Коверского сельского поселения Олонецкого района Республики Карелии.

## Общие сведения
Площадь озера — 0,6 км². Располагается на высоте 19,9 метров над уровнем моря.
Форма озера продолговатая: вытянуто с северо-запада на юго-восток. Берега каменисто-песчаные, с юго-запада обрывистые.
С северо-западной стороны в озеро впадает ручей Хадарусоя, вытекающий из озера Новинского. С южной стороны Линдоярви вытекает протока, впадающая в Пидкручей (приток Туксы).
С восточной стороны озера проходит трасса Р21 («Кола»). Вдоль южного берега проходит дорога местного значения 86К-194 («Подъезд к д. Нурмолицы»).
Код объекта в государственном водном реестре — 01040300211102000014978.